# District de Xuanzhou
Le district de Xuanzhou (宣州区 ; pinyin : Xuānzhōu Qū) est une subdivision administrative de la province de l'Anhui en Chine. Il est placé sous la juridiction de la ville-préfecture de Xuancheng.

## Réseau routier
La route nationale 318 (ou G318), d'une longueur de 5 476 kilomètres, qui relie Shanghai à la frontière népalaise, traverse le district.